# Natriumwolframat
Natriumwolframat (genauer Natriumorthowolframat) ist ein weißes, kristallines, gut wasserlösliches Salz aus der Gruppe der Wolframate.

## Gewinnung und Darstellung
Natriumwolframat ist ein wichtiges Zwischenprodukt bei der Herstellung von Wolfram aus Scheelit (CaWO4) und Wolframit (Fe,MnWO4) und wird durch Reaktion der Minerale mit NaOH oder Na2CO3 erhalten.
{\displaystyle \mathrm {WO_{3}+2\ NaOH\rightarrow Na_{2}WO_{4}+H_{2}O} }

## Eigenschaften
Natriumwolframat kommt auch als Dihydrat Na2WO4·2 H2O vor, welches bei über 100 °C sein Kristallwasser abgibt. Wässrige Lösungen von Natriumwolframat reagieren alkalisch (pH-Wert 9–11,5 bei einer Messtemperatur von 20 °C und einer Konzentration von 100 g/l).
Bei Beigabe einer Säure polymerisiert Natriumwolframat und nimmt dabei eine gelbliche Farbe an.

## Verwendung
Natriumwolframat dient ähnlich wie Ammoniumwolframat als Katalysator in der organischen Chemie.